# Зайчики (Хмельницкая область)
Зайчики (укр. Зайчики) — село в Волочисском районе Хмельницкой области Украины.
Население по переписи 2001 года составляло 223 человека. Почтовый индекс — 31274. Телефонный код — 3845. Занимает площадь 1,22 км². Код КОАТУУ — 6820982601.

## История
В 1945 г. Указом Президиума ВС УССР село Зайончики переименовано в Зайчики.

## Местный совет
31274, Хмельницкая обл., Волочисский р-н, с. Зайчики, ул. Ленина, 9